# Takuya Sugai
Takuya Sugai (født 2. august 1991) er en japansk fodboldspiller, som spiller for den japanske fodboldklub Azul Claro Numazu.